# مارلين أرنولد
مارلين أرنولد (بالإنجليزية: Marilyn Arnold)‏ هي كاتبة ترانيم أمريكية، ولدت في 26 نوفمبر 1935.